# Seven Sudamericano Masculino 2020
El Seven Sudamericano Masculino del 2020 fue la duodécima edición del torneo de rugby 7 de la Sudamérica Rugby.
Se disputó entre el 12 y 13 de diciembre en las instalaciones del Estadio Elías Figueroa Brander de Valparaiso, Chile.

## Equipos participantes
- Argentina
- Brasil
- Chile
- Uruguay

## Resultados
| Pos. | Equipo    | Encuentros | Encuentros | Encuentros | Encuentros | Tantos  | Tantos    | Tantos     | Puntos |
| Pos. | Equipo    | jugados    | ganados    | empatados  | perdidos   | a favor | en contra | diferencia | Puntos |
| ---- | --------- | ---------- | ---------- | ---------- | ---------- | ------- | --------- | ---------- | ------ |
| 1    | Brasil    | 3          | 2          | 1          | 0          | 76      | 22        | +54        | 7      |
| 2    | Argentina | 3          | 2          | 0          | 1          | 115     | 27        | +88        | 6      |
| 3    | Chile     | 3          | 1          | 1          | 1          | 31      | 62        | -31        | 4      |
| 4    | Uruguay   | 3          | 0          | 0          | 3          | 0       | 105       | -105       | 0      |

Nota: Se otorgan 3 puntos al equipo que gane un partido, 1 al que empate y 0 al que pierda

### Partidos
| 12 de diciembre, 11:14 | Chile | 12 - 12 | Brasil |  |  |

| 12 de diciembre, 11:36 | Argentina | 53 - 0 | Uruguay |  |  |

| 12 de diciembre, 13:24 | Chile | 7 - 0 | Uruguay |  |  |

| 12 de diciembre, 13:46 | Argentina | 10 - 19 | Brasil |  |  |

| 12 de diciembre, 15:34 | Uruguay | 0 - 45 | Brasil |  |  |

| 12 de diciembre, 15:56 | Argentina | 50 - 12 | Chile |  |  |

## Fase Final

### Semifinales
| 13 de diciembre, 11:20 | Argentina | 29 - 5 | Chile |  |  |

| 13 de diciembre, 11:44 | Brasil | 27 - 0 | Uruguay |  |  |

### Copa de Bronce - Tercer puesto
| 13 de diciembre, 13:42 | Chile | 31 - 5 | Uruguay |  |  |

### Final
| 13 de diciembre, 14:07 | Argentina | 26 - 14 | Brasil |  |  |

| Bandera de Argentina |
| Campeón Argentina    |
| Décimo primer título |